# Klondike Gold Rush National Historical Park
Klondike Gold Rush National Historical Park (česky nepřesně Národní historický park Klondikeské zlaté horečky) je americký národní historický park připomínající Klondikeskou zlatou horečku na konci 19. století. Zatímco horečka se odehrávala na území teritoria Yukon, park zahrnuje důležité body a cesty pro výpravu. Národní park se skládá ze čtyř jednotek. Zatímco tři se nachází v aljašském Skagwayi, ta čtvrtá leží v Seattlu ve státě Washington.
Příběh zlaté horečky si ale turisté vychutnají pouze při výletu do obou zemí - Spojených států i Kanady. Kanadské národní historické památky v yukonských Whitehorsu a Dawson City a v Britské Kolumbii dokončují příběh. Americký národní historický park ve skutečnosti právě s těmito památkami tvoří stejnojmenný mezinárodní historický park.

## Seattleská jednotka
Základní částí parku je turistické centrum v seattleském Pioneer Square, které slouží jako výkladové centrum a muzeum a také nabízí informace, jak se dostat do skagwayské části parku. Centrum bylo otevřeno v červnu 1979 a leželo v budově Union Trust Annex z roku 1902, která se nachází přes ulici od Occidental Parku.
Jednotka se ale přesunula do starší budovy, do Cadillac Hotelu z roku 1889, který stojí na Second Avenue South. Hotel byl v době zlaté horečky hlavním vybavovacím místem, takže tudy prošlo mnoho zlatokopů. Hotel byl poškozen při Nisquallijském zemětřesení v roce 2001 a v letech 2004 a 2005 byl zrekonstruován a v červnu 2006 bylo zdejší turistické centrum slavnostně otevřeno.